# E1 (telekomunikacja)
E1 – podstawowy system zwielokrotnienia kanałów cyfrowych (64 kb/s) w telekomunikacji w Europie oraz większości krajów poza Stanami Zjednoczonymi, Kanadą i Japonią.
Łącze E1 pracuje na dwóch oddzielnych zestawach kabli, zwykle skrętka lub rzadziej już dziś kabel koncentryczny. Nominalny sygnał 3 V (2,37 V na kablu koncentrycznym) jest zakodowany tak, aby unikać długich okresów bez zmiany polaryzacji. Przepustowość wynosi 2048 kb/s, łącze pracuje w trybie pełnego dupleksu (ang. full duplex). Czas transmisji pojedynczej porcji danych (tzw. ramki) na łączu E1 jest dzielony na 32 przedziały czasowe (ang. time slot) oznaczane TS0 - TS31. Transmisja pojedynczej ramki trwa 125 μs (8000 transmisji na sekundę) w tym czasie w każdej szczelinie przesyłane jest 8 bitów informacji, stąd wynika przepustowość pojedynczego kanału (8000/s x 8 bit = 64 kb/s) i całego łącza (32 x 64 kb/s = 2048 kb/s). Pierwszy przedział (timeslot 0, TS0) nie jest używany do przesyłania danych, przesyłane są nim bity służące m.in. synchronizacji (ang. framing), pozwalającej wykryć początek ramki i rozpoznawać poszczególne przedziały czasowe. Jeden przedział (TS16) jest zarezerwowany dla celów sygnalizacyjnych.
W odróżnieniu od łączy T1 używanych w Ameryce Płn., w łączu E1 wszystkie 8 bitów każdej próbki jest dostępnych dla każdego połączenia. 
Specyfikacja charakterystyk fizycznych hierarchicznych interfejsów cyfrowych (w tym E1) jest zawarta w zaleceniu ITU-T G.703. Charakterystyka funkcjonalna tych interfejsów, związana z węzłami sieci i urządzeniami zwielokrotniającymi, jest zawarta w zaleceniu ITU-T G.704